# Hongrie aux Jeux olympiques de 1904
La Hongrie participe aux Jeux olympiques de 1904 à Saint-Louis, au Missouri. Il s'agit de la troisième participation du pays, présent depuis la première édition à Athènes en 1896. La délégation est composée de quatre athlètes qui participent aux compétitions dans deux sports et remportent quatre médailles, toutes en natation.
Il est d'usage de différencier les résultats de l'Autriche et de la Hongrie lors des premiers Jeux olympiques, bien que les deux nations étaient réunies en un même pays, l'Autriche-Hongrie.

## Médailles
| Médaille | Nom               | Sport    | Épreuve              |
| -------- | ----------------- | -------- | -------------------- |
| Or       | Zoltán von Halmay | Natation | 50 yards nage libre  |
| Or       | Zoltán von Halmay | Natation | 100 yards nage libre |
| Argent   | Géza Kiss         | Natation | 1 mile nage libre    |
| Bronze   | Géza Kiss         | Natation | 880 yards nage libre |

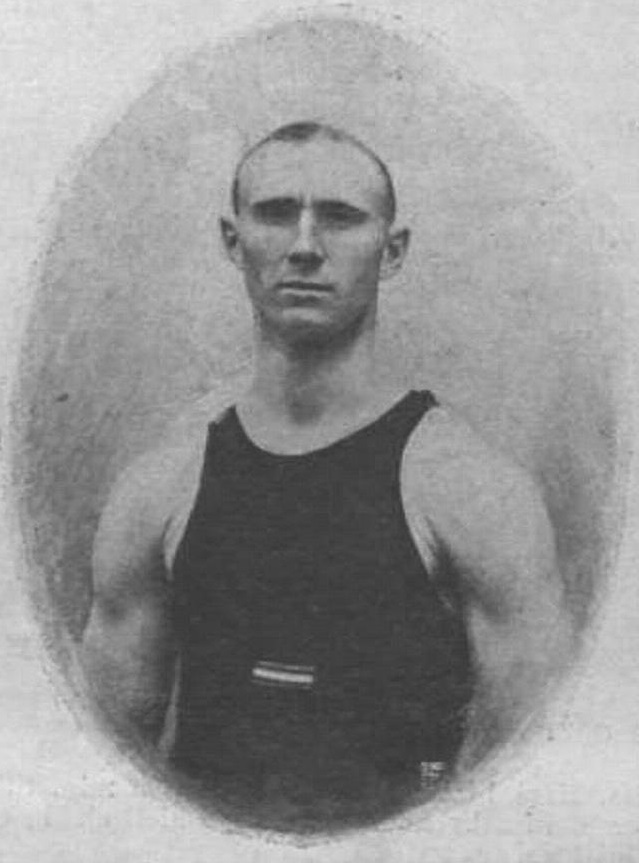
Zoltán von Halmay.
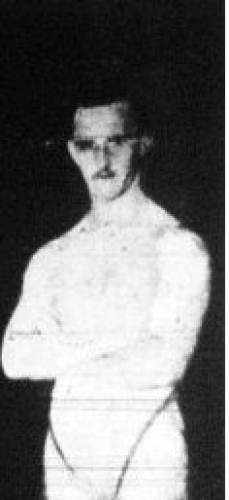
Géza Kiss.